# Coffea vatovavyensis
Coffea vatovavyensis är en måreväxtart som beskrevs av J.-f.Leroy. Coffea vatovavyensis ingår i släktet Coffea och familjen måreväxter. Inga underarter finns listade i Catalogue of Life.